# Soeratno Setroredjo
Soeratno Setroredjo is een Surinaams oud-politicus. Hij was van 1969 tot 1973 lid van de Staten van Suriname en van 1988 tot 1993 onderminister en minister.

## Biografie
Soeratno Setroredjo was tot eind jaren 1960 hoofdonderwijzer in Leliëndaal in Commewijne. In 1977 werd hij gekozen in het bestuur van de Schoolhoofdenraad van de Evangelische Broedergemeente Suriname.
Tijdens de verkiezingen van 1969 deed hij mee als lid van de politieke partij Sarekat Rakyat Indonesia (SRI) in het district Commewijne. De SRI maakte toen deel uit van het VHP-blok. Toen zijn partijgenoot Frits Karsowidjojo minister van Binnenlandse zaken werd, kwam op 13 december 1969 diens plaats in de Staten van Suriname vrij voor Setroredjo. Hij trad op 30 december toe. Eind juni werd hij daarnaast gekozen tot secretaris in het hoofdbestuur van de SRI. Tijdens de verkiezingen van 1973 verloor de SRI-fractie twee zetels en keerde Setroredjo niet terug. Hij deed tijdens de verkiezingen van 1977 opnieuw mee, deze keer voor de KTPI die eveneens Javaanse Surinamers vertegenwoordigt.
Na de militaire dictatuur trad hij toe tot het kabinet-Shankar als onderminister van Binnenlandse Zaken. Zijn functie kwam in 1990 te vervallen door zijn langdurige verblijf in het buitenland.
Bij het aantreden van het kabinet-Venetiaan I op 16 september 1991 trad Setroredjo aan als minister van Binnenlandse Zaken. Hij bleef minder dan een maand aan, tot 1 oktober van dat jaar. De 11 oktober 1991 was André Kartoredjo aangetreden als minister van Landbouw, Veeteelt en Visserij, en trad vanwege ziekte alweer op 27 december 1991 op. Hierna volgde Setroredjo hem op. In het eerste weekend van oktober 1993 diende Setroredjo zijn ontslag in bij president Ronald Venetiaan. Zijn vertrek maakte niettemin ook deel uit van een herschikking in het kabinet en werd gezien als een zoenoffer van Venetiaan naar de kiezer.
Op 25 november 1993 werd hij onderscheiden als Officier in de Ereorde van de Gele Ster.